# Balashi (Aruba)
Balashi – miejscowość (plaats) w strefie Balashi/Barcadera, w regionie Santa Cruz w środkowo-zachodniej części kraju autonomicznego Aruba, należącego do Holandii, w Ameryce Południowej.  